# Alex Katz

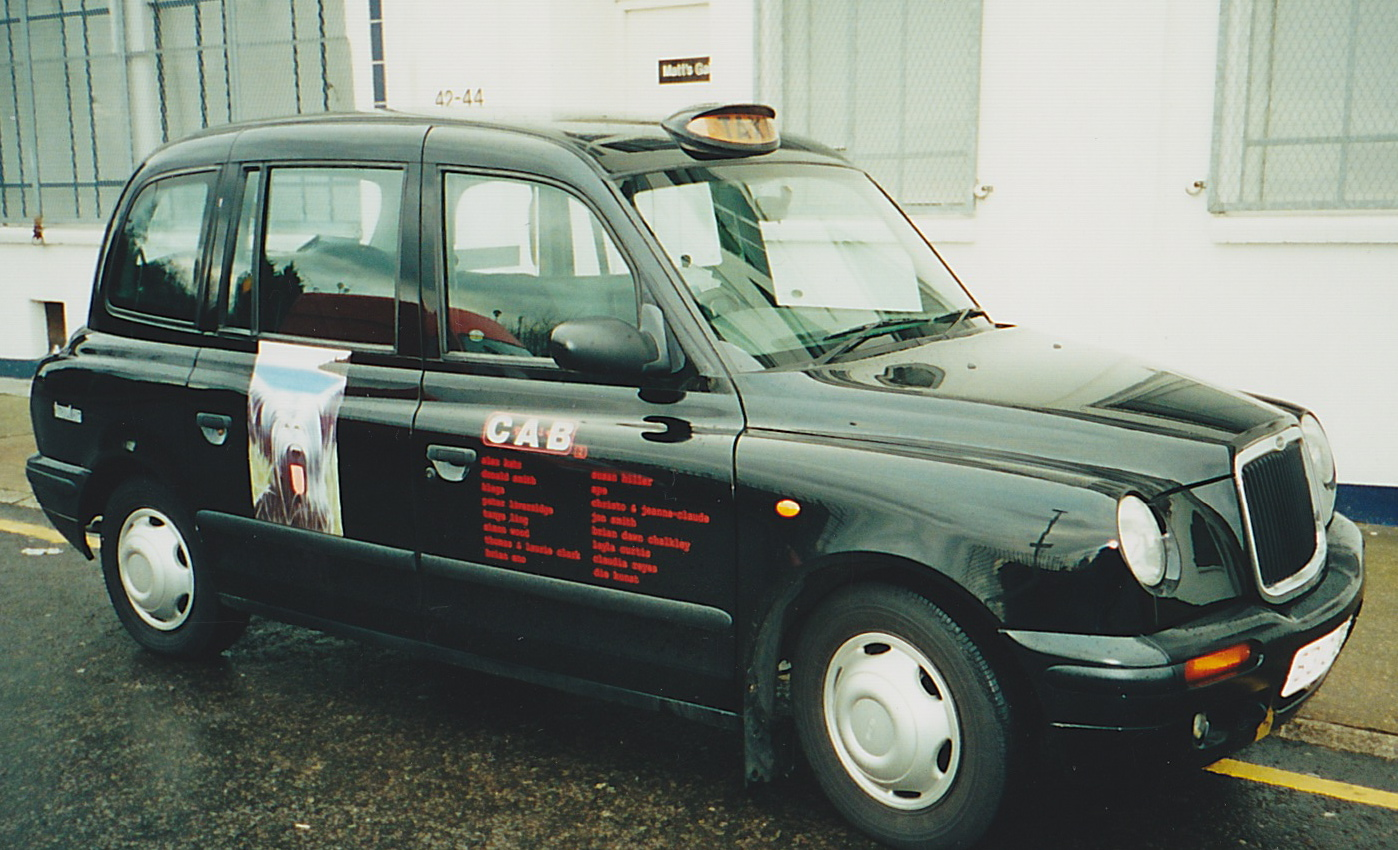
Alex Katz: Sunny, Cab Gallery, Londen

Alex Katz (Brooklyn, New York, 24 juli 1927) is een Amerikaans kunstschilder. Zijn figuratieve, abstraherende stijl wordt gezien als een vorm van modern realisme. Zijn werk was rond 1960 een inspiratiebron voor kunstenaars van de Amerikaanse popart zoals Andy Warhol.

## Leven en werk

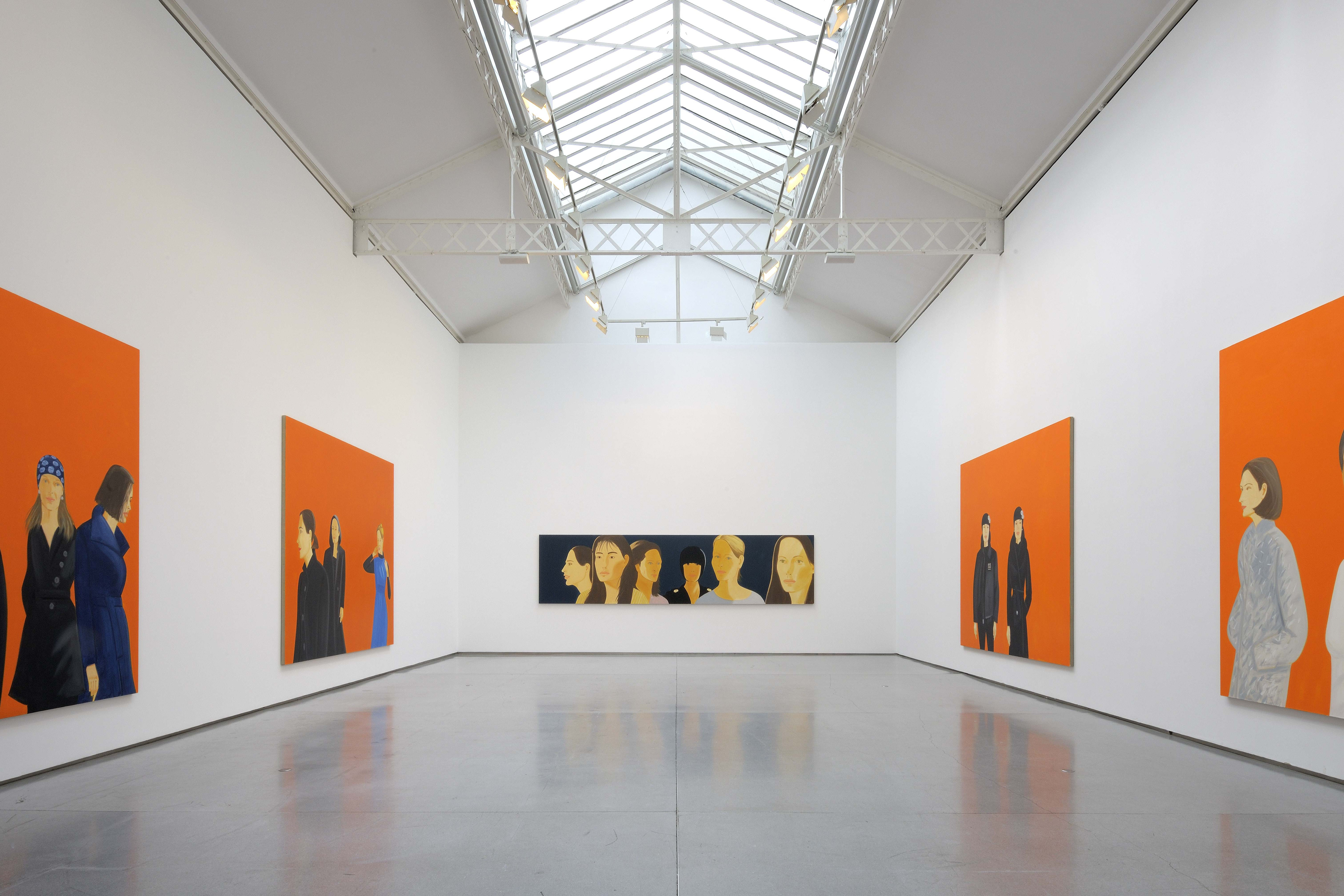
Tentoonstelling in Klagenfurt (2009)

Katz groeide op in Queens in New York als zoon van Russisch-joodse immigranten. Zijn vader was zakenman met belangstelling voor kunst en zijn moeder was actrice met belangstelling voor poëzie. Zijn middelbare school stelde hem in staat de middaguren aan kunst te besteden. Van 1946 tot 1949 studeerde hij aan de schilderafdeling van de Cooper Union bij Morris Kantor. In 1949 raakte hij hevig onder de indruk van het werk van Henri Matisse. In 1949 en 1950 nam hij deel aan de zomercursussen van de Skowhegan School of Painting and Sculpture in Skowhegan, Maine en begon in de buitenlucht te werken.
Hij was weliswaar geroerd door het abstract expressionisme van Jackson Pollock en Willem de Kooning maar hield toch vooral van de cooljazz van Stan Getz en zocht eenzelfde gedistantieerde eenvoud en stijl in zijn schilderwerk. Oudere voorbeelden voor hem waren Velázquez, Titiaan, Tintoretto en Courbet. In 1954 had hij zijn eerste solotentoonstelling, in de Roko Gallery in New York, maar zijn figuratieve kunst viel op dat moment nog niet in de smaak. Dat jaar kocht hij met vrienden een klein buitenhuis in Lincolnville in Maine en brengt daar sindsdien de zomers door.
In de tweede helft van de jaren vijftig maakte hij collages. In 1958 trouwde hij met Ada Del Moro, in 1960 werd zijn zoon Vincent geboren; beiden figureerden regelmatig in zijn werk. In 1959 ontwierp hij zijn eerste uitsneden (cutouts) die als 'platte beelden' vrijstaand in de ruimte opgesteld werden. In 1960 en 1961 stelde hij zijn werk tentoon in de Stable Gallery, waar kort daarop ook de eerste zeefdrukschilderijen van Andy Warhol te zien waren.
Hij werd in de jaren zestig vooral bekend om zijn groepsportretten. In 1968 vestigde hij zich in zijn huidige loft op West Broadway in SoHo. In de jaren zeventig werd zijn oeuvre aangevuld met panoramaschilderijen en landschappen. In 1977 ontwierp hij voor Times Square een bijna tachtig meter breed billboard met 23 vrouwenkoppen.
Sinds de jaren tachtig maakt hij portretten van modieuze fotomodellen zoals Kate Moss en Christy Turlington. In 2000 was zijn werk Sunny te zien op een taxi in Londen (Cab Gallery) en in 2010 nam hij deel aan Art Adds, waarbij in New York circa 160 taxi's rondreden met reproducties van zijn schilderijen. Sinds 1965 realiseerde hij ongeveer vierhonderd grafische edities in verschillende technieken zoals zeefdruk, lithografie, etsen, linosnede en houtsnede. Hij werkte vaak met dichters aan gezamenlijke uitgaven en ontwierp een tiental decors voor de choreograaf Paul Taylor.
Chuck Close schilderde in 1987 een portret van Katz op een doek van ruim 2 bij 2 meter.

## Werkbeschrijving
Katz schildert realistische portretten en landschappen. Zijn voorstudies worden vaak tot zeer grote formaten uitvergroot. Close-ups van zijn vrouw en muze Ada, van zijn zoon Vincent, van vrienden en fotomodellen naast stadsgezichten uit New York en natuurimpressies uit Maine. De onderwerpen worden in een koele, abstraherende stijl belicht tegen monochrome achtergronden.

## Erkenning
- 1972 Guggenheim-Stipendium voor schilderkunst

## Musea
Zijn werk is te zien in meer dan honderd musea en kunstcollecties wereldwijd.
- Amerikaanse musea die zijn werk bezitten zijn bijvoorbeeld het Museum of Modern Art, het Metropolitan Museum of Art en het Whitney Museum of American Art in New York. In het Smithsonian Institution in Washington D.C., het Art Institute of Chicago en het Cleveland Museum of Art.
- Europese musea die zijn werk bezitten zijn bijvoorbeeld het Ludwig Forum für Internationale Kunst in Aken, het Museum Brandhorst in München, de Neue Nationalgalerie in Berlijn, het Albertina en het Museum Moderner Kunst Stiftung Ludwig Wien in Wenen, Tate Gallery in Londen, Centre Georges Pompidou in Parijs en Museo Nacional Centro de Arte Reina Sofia in Madrid.

## Tentoonstellingen (selectie)
- 1954: Paintings, Roko Gallery, New York
- 1988: A Print Retrospective, Brooklyn Museum, New York
- 1995: American Landscape, Kunsthalle Baden-Baden
- 1996: A Drawing Retrospective, Reizende tentoonstelling van het Munson-Williams Proctor Institute, Utica, New York
- 1998: Twenty Five Years of Painting, Saatchi Gallery, Londen
- 2002: In Your Face, Kunst- und Ausstellungshalle der Bundesrepublik Deutschland, Bonn
- 2003: Cutouts, Deichtorhallen, Hamburg
- 2004: Cartoons and Paintings, Albertina, Wenen
- 2009: An American Way of Seeing, Museum Kurhaus Kleef, Kleef
- 2010: Prints, Paintings, Cutouts, Kunsthalle Würth, Schwäbisch Hall
- 2010: Art Adds (New York City Taxi Project), New York
- 2011: Cool Prints, Jüdisches Museum, Frankfurt
- 2011: Naked Beauty, Kestnergesellschaft, Hannover
- 2012: Der perfekte Augenblick, Museum Ostwall, Dortmund
- 2012: Alex Katz, Essl Museum, Klosterneuburg/Wenen
- 2013: Alex Katz. New York/Maine, Museum der Moderne Salzburg, Salzburg[2]
- 2023: Alex Katz. Museum Voorlinden, Wassenaar (10 juni - 1 oktober 2023).